# Mani Shankar Aiyar
Mani Shankar Aiyar, född 10 april 1941 i Lahore, Indien, är en indisk politiker (INC). Han var minister i Manmohan Singhs indiska regering från 2004 till 2009. Han var petroleumminister maj 2004 - januari 2006 och ungdoms- och sportminister till 2009 samt dessutom minister för Panchayati Raj ("gräsrotsdemokrati") och utvecklingsminister för nordöstra regionen.
Aiyar representerade Lok Sabha i valkretsen Mayiladuturai i Tamil Nadu från 1991 och är utbildad i ekonomi i Delhi och Cambridge och arbetade 26 år i den indiska utrikesförvaltningen till 1989, varav 1985-1989 i premiärministerns kansli under Rajiv Gandhi.

## Biografi
Mani Shankar Aiyar är son till Vaidyanatha Shankar Aiyar, en auktoriserad revisor och Bhagyalakshmi Shankar Aiyar. Han föddes i Laxmi Mansions, Lahore i Brittiska Indien, som flyktingar efter landets uppdelning kom familjen till Saadat Hassan Manto. Hans äldre bror är den välkända journalisten Swaminathan Aiyar.
Han utbildades på Welham Boys' School, The Doon School och tog BA-examen i ekonomi vid St. Stephen's College, Delhi, vid Universitet i Delhi. Under tiden vid Doon var han redaktör för The Doon School Weekly. Efter att han vid 12 års ålder förlorat sin far i en flygolycka var hans mor tvungen att förhandla med Doon för att låta honom fortsätta sina studier med reducerade avgifter och i gengäld undervisade han på skolan.
Efter examen i ekonomi vid Universitetet i Delhi studerade han två år för en BA-examen i ekonomi vid Trinity Hall, Cambridge vid University of Cambridge, som enligt Oxbridgetraditionen senare blev en MA-examen, där han också var aktiv medlem i Marxist Society i Cambridge. I Cambridge engagerade Aiyar sig i studentpolitik och försökte till och med en gång vinna ett presidentval. Rajiv Gandhi, som var hans yngre kamrat både i Doon och Cambridge, stödde honom i hans kampanj.
Aiyar gifte sig den 4 januari 1973 med Suneet Vir Singh, en sikh- kvinna. De har tre döttrar - den äldsta, Suranya Aiyar är advokat; den andra, Yamini Aiyar är seniorforskare och chef för Accountability Initiative;  och den yngsta, Sana Aiyar är docent i historia vid MIT.
Han är farbror till Vidya Shankar Aiyar, tidigare nyhetsankare i Channelnews asien och CNN-IBN.

## Karriär
Aiyar började arbeta i den indiska utrikestjänsten 1963 och tjänstgjorde som gemensam sekreterare för Indiens regering 1982 till 1983 i ministeriet för yttre frågor och senare som gemensam sekreterare vid premiärministerns kansli från 1985 till 1989. Han avgick från tjänsten 1989 för att ta upp en karriär inom politik och media, tillträdde parlamentet som kongressmedlem från Mayiladuthurai 1991, 1999 och 2004 men besegrades 1996, 1998, 2009 och 2014. Han tillbringade en tid i Pakistan som diplomat och tjänstgjorde som Indiens första generalkonsul i Karachi från 1978 till 1982.
Han är speciellt vald till kongressens arbetsutskott och var ordförande för både partiets politiska utbildningsavdelning och avdelningen för politisk planering och samordning. Han är också en välkänd politisk debattör och har skrivit flera böcker, såsom Pakistan Papers och Remembering Rajiv, och har redigerat en publikation med fyra volymer, Rajiv Gandhi's India.
Hans speciella intressen omfattar gräsrotsdemokrati, indisk utrikespolitik särskilt med Indiens grannländer och Västasien och kärnvapennedrustning.

## Kontroverser
Mani Shankar Aiyer har varit en del av många kontroverser.
År 2000 var Aiyar inblandad i ett slagsmål med politikern Amar Singh.
Under en rundtur i Andamanerna som statsråd under senare delen av 2004 citerades Aiyar i Cellular Jail med att det inte fanns någon skillnad mellan den radikala högerrevolutionären Veer Savarkar, en känd intern i fängelse, och Mohammed Ali Jinnah, grundaren av Pakistan, eftersom de delade en "splittrig" filosofi.
Som idrottsminister sänkte han effektivt Indiens bud på Asian Games 2007. Det ansågs allmänt att Delhis brist på entusiasm att vara värd för evenemanget var den främsta anledningen till dess förlust. Den indiska olympiska föreningens (IOA) president framhöll emellertid att Indiens idrottsministers uttalande mot att vara värd för spelen var den främsta orsaken till att New Delhi förlorade dem.
I september 2011 besökte Aiyar sin alma mater - St. Stephen's College - för att tala om Governance and Corruption: Is Panchayati Raj A Solution?. Han började då håna Hansraj College och dess tidigare student Ajay Maken. Han förnedrade också Kirori Mal College och BA-examen, en kurs i University of Delhi.
Han sa i en intervju några dagar före 2014 års parlamentsval i Indien att en tesäljare (premiärministerkandidaten Narendra Modi från BJP) aldrig kan bli Indiens premiärminister utan kan sälja te vid AICC- möten.
Aiyer motiverade i november 2015 Parisattackerna som ett svar på att Frankrike förbjuder hijab. Han hävdade också att skjutningarna vid Charlie Hebdo var en motreaktion för dödade muslimer. 
Han utlöste en politisk eldstorm när han kallade premiärminister Narendra Modi en "neech aadmi", vilket premiärminister Modi tolkade som "nichli jaati" (lägre kast). Därefter avstängdes han från partiets primära medlemskap. Efter avstängningen motiverade han sina nedsättande anmärkningar med att lägga till "Mitt hindi är inte så bra. Ja, jag kallade Modi "neech" men menade det inte som en lågfödd; jag menade det som låg". Han har för övrigt en historia av kontroversiella uttalanden mot den tidigare premiärministern Atal Bihari Vajpayee, men hans avstängning från partiet har återkallats av kongressens president Rahul Gandhi den 18 augusti 2018.